# Otoki (Lubanowo)
Otoki (niem. Ober Muhle) – przysiółek wsi Lubanowo położony w województwie zachodniopomorskim, w powiecie gryfińskim, w gminie Banie.
W 2003 r. przysiółek miał 7 mieszkańców.
W latach 1975–1998 miejscowość administracyjnie należała do województwa szczecińskiego.